# Distretto di Mamara
Il distretto di Mamara è un distretto del Perù nella provincia di Grau (regione di Apurímac) con 938 abitanti al censimento 2007 dei quali 663 urbani e 275 rurali.
È stato istituito il 2 gennaio 1857.